# Гролло
Гролло (нидерл. Grolloo, дрентский диалект: Grol) — деревня на юго-западе общины А-эн-Хюнзе в нидерландской провинции Дренте, расположенная на холмах Ролдерруг, на шоссе N376 между деревнями Ролде и Схонло.

## История
В XV веке, многие земли и имущество в Гролло принадлежали ассенскому аббатству. В 1853 году Гролло, которое до этого относилось к приходу Ролде, стало приходом реформатской церкви. В том же году была завершена неоклассическая зальная церковь (Ватерстаткерк) с часами 1422 года во фронтальной башне. Здание церкви — национальное достояние Нидерландов.
В 1918 году в деревне появился паровой трамвай через Амен (А-эн-Хюнзе) до Ассена. Этот маршрут был отменен в 1947 году.

## Название
Название деревни упоминается в разных источниках:
| Период упоминания | Название          |
| ----------------- | ----------------- |
| XII век           | Gruonlo и Grvonlo |
| 1298—1304 годы    | Groenlo           |
| 1441 год          | Grolle            |
| 1811—1813 годы    | Grollo            |
| 1867 год          | Grolloo           |
| 1896 год          | Grollo            |

Значение названия на дрентском диалекте нидерландского языка — зелёный лес, нидерл. het groene bos. Топонимически оно связано с Ролде ((«красный лес»), нидерл. Rolde (rode bos)), Элевелдом ((«жёлтое поле»), нидерл. Eleveld (gele veld)) и Гелбруком ((«жёлтый заболоченный лес»), нидерл.  Geelbroek (geel moerasbos)). У Гролло та же топонимика, что и у Грунло.
Неофициальное название Гролло — «Блюзовая деревня Гролло» (англ. The Blues Village Grolloo), (нидерл. Bluesdorp Grolloo).

## Харри Мюске
Блюзовый певец Харри Мюске много лет жил в фермерском доме в Гролло. Этот дом его группа Cuby + Blizzards использовала в качестве репетиционной. 1 июня 2011 года в доме был открыт музей группы — Музей C+B. Слово Grollo (с единственной буквой «o» на конце слова) использовалось, среди прочего, в названии альбома Cuby + Blizzards Greetings from Grollo.
В центре деревни установлен бюст Мюске.

## Спорт и отдых
В Гролло, начиная с 2016 года, в июне месяце проводится «Holland International Blues Festival». В 2020 году, из-за пандемии COVID-19, фестиваль был перенесён на 2021 год, но, в марте 2021 года, оргкомитет объявил о переносе фестиваля на 9—11 июня 2022 года.
Зона отдыха «De Berenkuil» находится недалеко от Гролло. В деревне также находится один из первых парков для скалолазания в Нидерландах. Используя различные маршруты с препятствиями и канатные дороги можно пробираться через лес и переправляться над прудом de Kleine Moere.
Местный спортивный клуб — SGO, где играют в футбол и волейбол, занимаются физкультурой, гимнастикой и танцами.

## Известные жители
- Харри Мюске[нидерл.] (1941—2011), певец [6][13].
- Йохан Дерксен[нидерл.] (1949), спортивный журналист [13][14], является одним из организаторов Holland International Blues Festival[15][16].
- Эгберт Штройер (1954), мотогонщик (шоссейно-кольцевые мотогонки, мотоцикл с коляской)[13][17].
- Хилберт Ван дер Дёйм (1957), конькобежец (2-кратный чемпион мира в многоборье, 2-кратный чемпион Европы). Жил с семьёй в Гролло, но когда рядом открылась куриная бойня, они переехали в Равенсвауд[нидерл.] [18]

## Интересные факты
- Жители деревни имеют прозвища (дрентский диалект): Knollen (клу́бни, свёклы), Knollebieters(клубнееды, свёклоеды), Bokken (козлы́)[3].